# Javier Antonio Colón
Javier Antonio "Toñito" Colón (Ponce, Puerto Rico, 4 de junio de 1969) es un baloncestista puertorriqueño retirado. Colón jugó toda su carrera como base para los Leones de Ponce del BSN desde 1987 hasta 2008. Colón guio al equipo a cinco campeonatos durante su carrera, y actualmente está en tercer lugar en la lista de líderes de asistencia de la liga en todos los tiempos. Colón también jugó para la Selección de baloncesto de Puerto Rico desde 1990 hasta 1999.

## Carrera
Colón nació en Ponce, Puerto Rico el 4 de junio de 1969. Debutó con los Leones de Ponce en 1987 cuando tenía 17 años de edad.
Colón se convirtió en parte del cuadro regular del equipo en 1989 y se convirtió en su capitán hasta el 2004. En 1990, guio al equipo de los Leones a su primer campeonato en 24 años. El equipo volvió a ganar en 1992 y 1993, mientras Colón dirigía un equipo que se dio a conocer por ser tiradores certeros. Colón, junto a sus compañeros Bobby Ríos, José "Papote" Agosto, y Charlie Lanauze eran llamados frecuentemente como "los cuatro jinetes del Apocalipsis" por los periodistas y comentaristas. Colón promedió 18.2 puntos por juego en 1993, el más alto de su carrera.
Colón y los Leones llegarían a las finales nuevamente en 1995, 1996, 1998, y 2003. En 2004, derrotaron a los Vaqueros de Bayamón para ganar su quinto campeonato en 15 años. Colón dedicó el campeonato al alcalde de Ponce, Rafael Cordero Santiago, fanático del equipo, quien falleció a principios de ese año.
Colón fue seleccionado como uno de los mejores jugadores de la década de los 90, junto a Eddie Casiano, James Carter, Edgar León y José "Piculín" Ortiz.
En sus últimos años, Colón jugó como reserva para el equipo de los Leones. Finalmente se retiró en el 2008.
Ahora, Javier "Tonito" Colon, es Dirigente en Ponce del torneo de Ponce Basketball, del equipo de Bélgica de San Anton categoría 13-14(2010-?), también se mantiene como árbitro en algunos juegos en Ponce.

## Carrera olímpica
Colón fue miembro de la Selección de baloncesto de Puerto Rico por 9 años (1990-1999). Como integrante, participó en los Juegos Olímpicos de Barcelona 1992 y en los Juegos Olímpicos de Atlanta 1996 donde el equipo finalizó en octavo y décimo lugar respectivamente. También participó en varios torneos de la FIBA, ganando medalla de oro en el Torneo de las Américas de 1995 y dos medallas de plata en los torneos de 1993 y 1997. Colón y el equipo de Puerto Rico también ganaron el oro en los Juegos Panamericanos de 1991 y en los Goodwill Games de 1994. Otros torneos en los que Colón participó con el equipo de Puerto Rico fueron los Centrobasket (ganando dos medallas de oro) y los Juegos Centroamericanos y del Caribe (ganando una medalla de oro).
Colón se retiró del equipo en 1999 luego de que una lesión lo mantuviera alejado de la cancha por un año.